# キミの瞳にヒットミー
『キミの瞳にヒットミー』は、戯画より2017年1月27日に発売されたWindows用18禁アドベンチャーゲーム。
コンシューマへの移植が決定し、2018年2月22日にエンターグラムよりPlayStation 4/PlayStation Vita版が発売され、Nintendo Switch版では2018年8月23日に配信した。
作品のスタッフとして「さかあがりハリケーン」のシナリオを手掛けた陸奥竜介、原画には同作品のねこにゃんが参加、ディレクターにはEtoilesやGLacé/Galette関連の作品シナリオを手掛け、小説『華枕』の作者である詠野万知子といったメンバーが参加している。

## 登場人物
※声は、PC版 / PS4・PS Vita・Switch版の順。

### メインキャラクター
文月 章(ふづき　あきら)
声：なし
本作の主人公。3年生・文芸部部長
春にたった一人になった文芸部部長。クラス委員長も兼務。周囲の人間の面倒をよく見る立場である。
日向 瞳(ひなた ひとみ)
声：沢澤砂羽 / 種﨑敦美
身長:156cm/体重:42kg　スリーサイズB:78/W:56/H:80
2年B組・お笑い部
お笑い部を立ち上げるためにやってきた、クールな印象の下級生。
旗谷 詩菜(はたや しいな)
声：香山いちご / 山口絵
身長:157cm/体重:45kg　スリーサイズB:88/W:58/H:85
2年B組・素敵発見部
黒瀬 つばさ(くろせ つばさ)
声：卯衣 / 大橋歩夕
身長:154cm/体重:45kg　スリーサイズB:90W:56/H:87
1年A組・世界征服部
塚端 みこ(つかはた みこ)
声：柳ひとみ / 戸田めぐみ
身長:160cm/体重:46kg　スリーサイズB:87/W:59/H:85
3年D組・青春部
桐原 歩鳥(きりはら ほとり)
声：上間江望 / （同左）
身長:159cm/体重:45kg　スリーサイズB:87W:57/H:88
3年D組・生徒会(生徒会長)、元文芸部
コンシューマ版ではヒロインに昇格。

### サブキャラクター
木梨　明莉(きなし　あかり)
声：橘まお / 中村麻未
2年B組　生徒会（広報）・陸上部
月本　栞(つきもと しおり)
声：叶みゆき / 村田綾野
1年A組担任、文芸部顧問

## スタッフ
- シナリオ:えじむら、陸奥竜介、日景野もぐら、玲
- 原画:ねこにゃん、ひさまくまこ、倉澤もこ、FFC（サブ・SD原画）
- オープニングテーマ / コンシューマ版挿入歌「いますぐHit me!」
  - 作詞・歌：上間江望
  - 作曲・編曲：t.Seven
- エンディングテーマ「星屑プラネタリウム」
  - 作詞・歌：上間江望
  - 作曲・編曲：t.Seven
- コンシューマ版オープニングテーマ「キャッチライト」
  - 作詞・歌：上間江望
  - 作曲・編曲：shuho
  - 編曲：菊池博人

## ラジオ
2016年11月17日から2016年12月21日まで、桐原歩鳥役の上間江望と木梨明莉役の橘まおがパーソナリティを務める『ひとひとラジオ』をYouTubeにて配信していた。